# 목초지

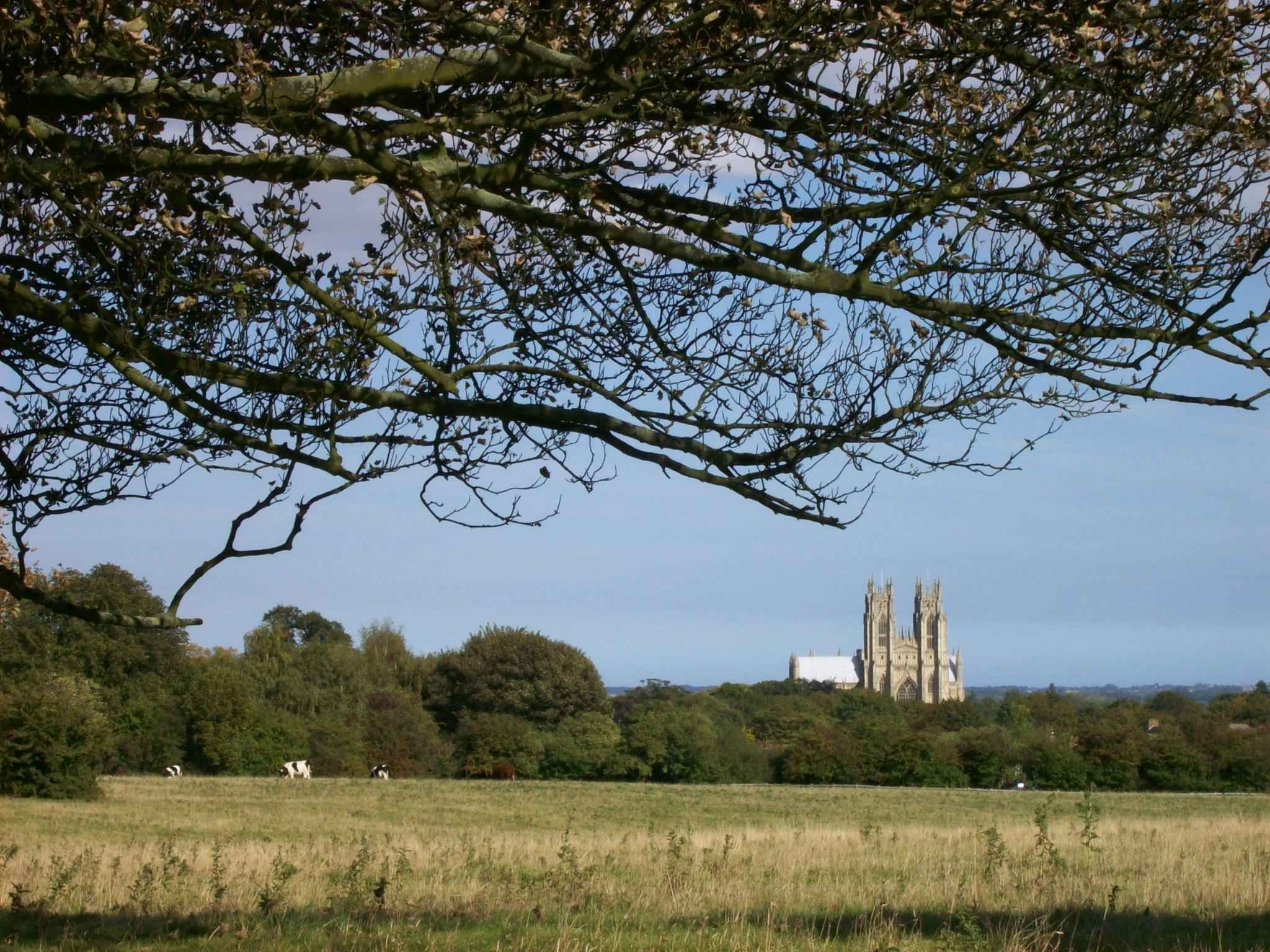

목초지(牧草地, 영어: pasture)는 방목을 위해 풀을 길러 먹이는 초지다. 방목지(放牧地)라고도 한다. to feed 라는 의미의 라틴어 pastus에서 유래하였다.

## 목초지의 종류
좁은 의미의 목초지는 말, 소, 양 또는 돼지와 같은 가축이 방목하는 밀폐된 농지이다. 관리된 목초지의 식생인 마초는 주로 풀로 구성되며, 콩과 식물과 기타 풀(풀이 아닌 초본 식물)이 산재되어 있다. 방목되지 않거나 동물 사료용 건초를 만들기 위해 잔디를 깎은 후에만 방목하는 초원과 달리 목초지는 일반적으로 여름 내내 방목된다.
더 넓은 의미의 목초지에는 방목지, 기타 폐쇄되지 않은 목축 시스템, 야생 동물이 방목하거나 탐색하는 데 사용하는 토지 유형이 추가로 포함된다. 좁은 의미의 목초지는 파종, 관개 및 비료 사용과 같은 보다 집약적인 농업 방식을 통해 관리된다는 점에서 방목지와 구별되는 반면, 방목지는 주로 자생 식물을 재배하고 방목 강도 조절 및 연소 조절과 같은 광범위한 방식으로 관리된다.
토양 유형, 연간 최저 기온 및 강수량은 목초지 관리에 중요한 요소이다.
목양장(Sheepwalk)은 양들이 자유롭게 돌아다닐 수 있는 초원 지역이다. 양 산책의 생산성은 지역당 양의 수로 측정된다. 이는 무엇보다도 밑에 있는 암석에 따라 달라진다. 목약장은 아일랜드의 로스커먼주와 북아일랜드의 퍼매나주에 있는 타운랜드의 이름이기도 하다. 가장 집약적인 형태로 완전히 여물을 먹이는 공장식 농업과 달리, 관리되거나 관리되지 않는 목초지는 반추동물의 주요 먹이원이다. 낙타, 염소, 영양, 야크 및 기타 반추 동물이 서식하는 건조한 산악 지역과 같이 더 적대적인 지형에 매우 적합한 땅에서 농작물 파종이나 수확(또는 둘 다)이 어려운 곳에서는 목초지 사육이 축산업을 지배한다. 공장식 농장에서는 거의 생산되지 않는다. 더 습한 지역에서는 방목 및 유기농업을 위해 전 세계적으로 넓은 지역에 걸쳐 목초지 방목이 관리된다. 특정 유형의 목초지는 특정 동물의 식단, 진화 및 신진대사에 적합하며, 토지를 비옥하게 하고 관리하는 것은 여러 세대에 걸쳐 문제의 반추동물과 결합된 목초지가 특정 생태계에 통합되는 결과를 낳을 수 있다.

## 같이 보기
- 초지
- 이동 방목 (en)